# St. Cyriakus (Sulzdorf, Giebelstadt)

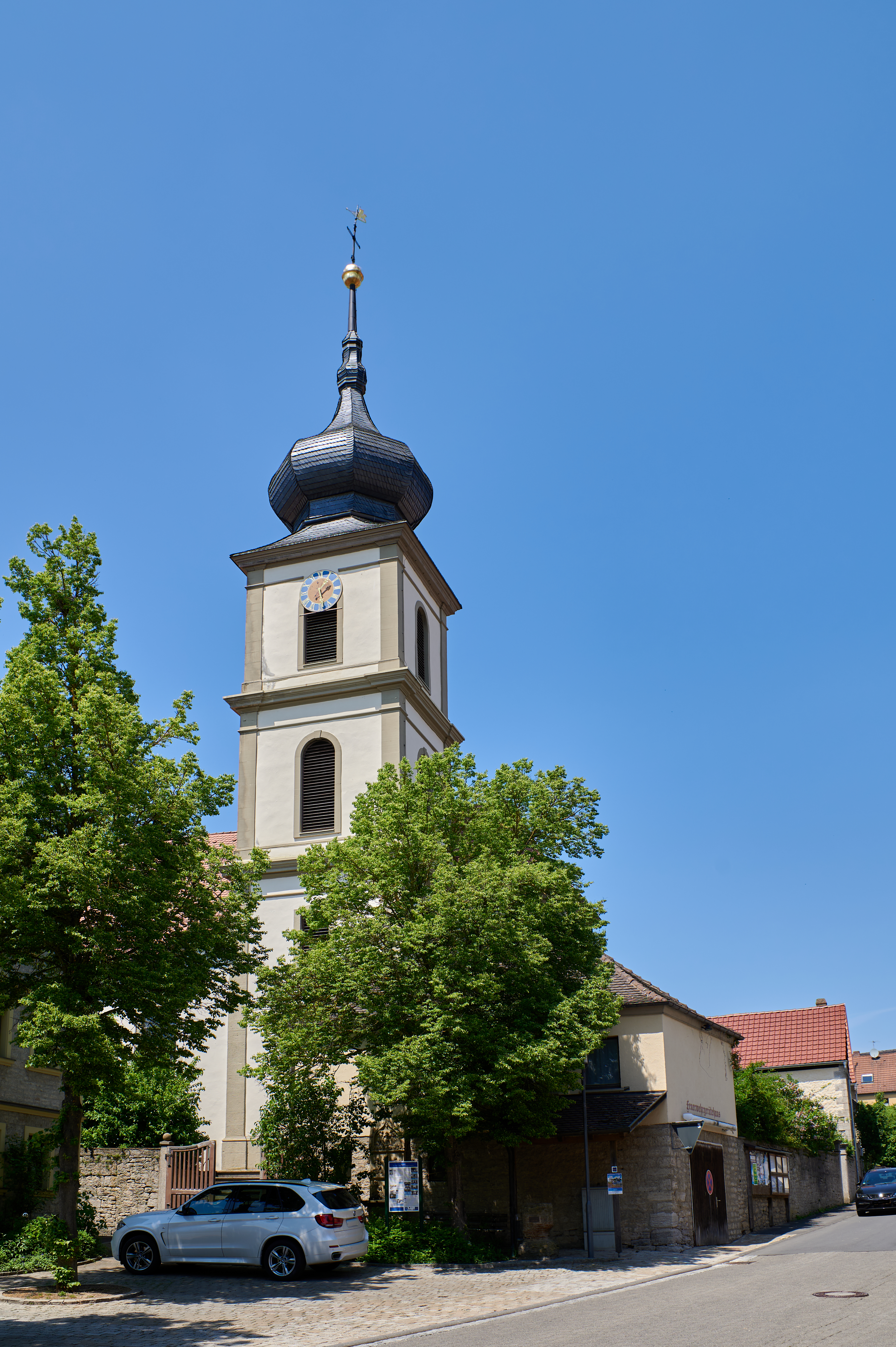
St. Cyriakus (Sulzdorf, Giebelstadt)

Die römisch-katholische, denkmalgeschützte Pfarrkirche St. Cyriakus steht in Sulzdorf, einem Gemeindeteil des Marktes Giebelstadt im Landkreis Würzburg (Unterfranken, Bayern). Die Kirche ist unter der Denkmalnummer D-6-79-138-55 als Baudenkmal in der Bayerischen Denkmalliste eingetragen. Die Pfarrei gehört zur Pfarreiengemeinschaft Giebelstadt-Bütthard im Dekanat Ochsenfurt des Bistums Würzburg.

## Beschreibung
Die Saalkirche aus einem Langhaus, einem eingezogenen, dreiseitig geschlossenen Chor im Osten und einem Chorflankenturm an dessen Südwand, wurde zwar um 1600 erbaut, das heutige barocke Erscheinungsbild wurde aber in den Jahren 1725 bis 1727 geprägt, als auch das Langhaus nach Westen verlängert und der Chorflankenturm mit einer Zwiebelhaube bedeckt wurde. 
Die beiden 1937 erworbenen Seitenaltäre aus der Mitte des 17. Jahrhunderts stammen aus der Kapelle des Schlosses Egg. Sie ersetzten die neuromanischen Altäre aus der Kirchenrenovierung des Jahres 1886. Die etwa 1800 entstandene klassizistische Kanzel stammt aus der säkularisierten Augustinerkirche Würzburg. Das Taufbecken ist etwa 1800 entstanden.